# Kessleria copidota
Kessleria copidota es una especie de polilla del género Kessleria, familia Yponomeutidae.
Fue descrita científicamente por Meyrick en 1889.